# Протестантизм в Беларуси
Протестантизм в Беларуси — история и современное положение протестантских деноминаций на территории Республики Беларусь.

## История
Протестантизм на территорию нынешней Беларуси проникает в XVI веке, первоначально в форме учения Лютера. Большое влияние на распространение лютеранства в Великом княжестве Литовском играло его утверждение как официальной религии в соседнем Прусском герцогстве, открытие университета в столице Пруссии Кёнигсберге, а также проживание в Великом княжестве некоторого числа немецких колонистов.
Огромное влияние на распространение протестантизма имела поддержка нового учения со стороны богатейшей знати — магнатерии. Магнаты стремились к ограничению великокняжеской власти и расширению собственных полномочий, чему отказ от католицизма и переход в протестантизм с его отказом от идеи о божественном происхождении верховной власти весьма способствовали. По этой же причине в течение некоторого времени гораздо большее распространение, нежели лютеранство, популярное в среде мещан, получило учение Кальвина. Кальвинистами становятся крупнейшие землевладельцы государства — Радзивиллы, Сапеги, Ходкевичи, Вишневецкие, Свирские и другие влиятельные роды.
Очагом кальвинизма в Великом княжестве Литовском стал город Брест, где местный староста магнат Николай Радзивилл «Чёрный» основал кальвинистский сбор (общину), а затем и крупную типографию. Затем общины появляются в Витебске, Клецке (первый пастор Симон Будный), Минске (1558 год), Вильно (1561), Несвиже, Полоцке, Койданово (совр. Дзержинск, 1613), Слуцке (1617), Свири.
В 1557 году в Вильне состоялся съезд литовских протестантов под председательством Николая Радзивилла «Чёрного», который принял решение о создании единой деноминации во главе с суперинтендентом. Благодаря широкому финансированию со стороны магнатерии открывались кальвинистские школы и типографии. Известный деятель Реформации Соломон Рысинский участвовал в организации протестантской школы в Слуцке. В Заславле проживал известный историк-кальвинист Ян Ласицкий.
В 1617 году была открыта кальвинистская Слуцкая гимназия. Кальвинистский поэт Ян Казакович Литвин напечатал ряд произведений религиозно-просветительской и религиозно-полемической направленности.
Особенностью развития протестантского движения в Великом княжестве Литовском стал его быстрый переход к более радикальным формам — антитринитаризму, вылившемуся в активное и сильное социнианское движение. Общины социниан существовали в Вильне, Новогрудке, Любче и многих других городах. Наиболее влиятельным сторонником этого рационалистического учения был магнат Ян Кишка, каштелян виленский. Среди известных социнианских мыслителей и проповедников выделяют Симона Будного, Яна Лициния Намысловского и Василия Тяпинского.
Во времена наибольшего распространения Реформации (2-я пол. XVI в.), на территории Великого княжество Литовского насчитывалось около 200 зданий кальвинистких сборов. Согласно подсчетам польского историка Ю. Лукашевича в середине XVII в. действовало 140 сборов, в конце XVII в. — 48, в 1754 году — 28.
Большинство сборов были деревянными. Для каменных характерны отсутствие алтарной части, концентричность и симметричность. Кальвинистские сборы были приспособлены к оборонительным действиям: имели толстые стены, башни с бойницами, земляные насыпи и рвы.
Сохранились здания кальвинистских сборов в Жодишках (1600), Заславле (к. XVI в.), Изабелине (к. 1770-х гг.), Кухтичах (1560—1570-е гг.), Сморгони (1611) и др. В Островецком районе сохранилось до наших дней название урочища Кальвишки, на месте которого был расположен кальвинистский сбор.
Во второй половине XVI века начинается активная борьба католической церкви с протестантизмом. Контрреформация распространилась и в Великом княжестве Литовском, основными её проводниками были иезуиты, пользовавшиеся государственной поддержкой. Протестантское движение постепенно затухает, магнатерия постепенно возвращается в католицизм, в то время как среди низшего сословия протестантские идеи были не слишком популярны и ранее. Тем не менее, протестантские общины продолжают существовать.

### Магнаты — последователи протестантизма
- Абрамович, Ян
- Глебович, Ян Янович
- Дорогостайский, Кшиштоф Николай
- Зенович, Криштоф Юрьевич
- Кишка, Ян
- Кезгайло, Станислав Николаевич
- Радзивилл, Николай Чёрный
- Радзивилл, Христофор Перун
- Радзивилл, Христофор (младший)
- Радзивилл, Януш
- Радзивилл, Януш
- Свирский, Ян Болеславович
- Тышкевич, Василий

### Последующие развитие
В 1855 году в селе Уть современной Гомельской области возникает первая баптистская община штундистов, возникшая под влиянием немецких колонистов-меннонитов. В 1905 году община «евангельских христиан» появилась в Минске.
В 1880-е годы общины штундистов появились в Могилёвской губернии и Витебской губернии. Трое активных штундистов были сосланы в Закавказье, ещё двое получили тюремные сроки. После официального запрета штундизма в Российской империи в 1894 году это направление протестантизма постепенно угасло. Распространение баптизма в белорусских губерниях с середины XIX века связывается с немецкими колонистами и латышами. Другим источником распространения баптизма стала миссионерская деятельность баптистов из южных губерний Российской империи. Протестантизм распространялся также благодаря выезду населения на заработки с последующим возвращением (отходничеству) и миграциям населения по Российской империи. Первые последователи евангельского христианства известны на территории Республики Беларусь с 1882 года в Чечерске. Первая община, группировавшаяся вокруг Елизаветы Чертковой, получала помощь из Санкт-Петербурга.

### XX век
Распространению протестантизма содействовала Первая мировая война — белорусы, призванные в российскую армию и попавшие в германский плен, побывали в частично протестантской Германии. В 1920-е годы проповедники христиан веры евангельской и евангельских христиан-баптистов, среди которых выделялись военнопленные, активно действовали на территории современных Витебской, Гомельской, Минской, Могилёвской областей. Быстрый рост численности всех протестантских общин привлёк внимание РКП(б) и КП(б)Б в 1925 году, которые занялись изучением протестантского движения. К 1937 году все ранее легально действовавшие общины евангельских христиан и баптистов были закрыты, ряд священнослужителей был репрессирован.
В Западной Беларуси протестантские вероучения распространялись быстрее вследствие трёхлетней оккупации германской армией, активного выезда населения за границу с последующим возвращением и активной деятельности иностранных миссионеров — особенно до 1924 года, когда польское правительство запретило миссионерскую деятельность. Некоторые общины пользовались поддержкой единоверцев в США. Крупными центрами баптизма были Скидель, Гродно, Брест. Регионом наибольшего распространения пятидесятничества стало Полесье: в Пружанах в 1930-е годы насчитывалось до 500 христиан веры евангельской. Всего в Полесском воеводстве в 1934 году насчитывалось 3794 пятидесятника, из них 894 проживало в Пинском и 409 — в Столинском повете. В середине 1930-х годов началось распространение пятидесятничества на севере, в Молодечно и в его западных окрестностях, а также в других населённых пунктах. В деревнях Пинского и Столинского поветов появились общины адвентистов седьмого дня, и к 1935 году последователей этого учения в Полесском воеводстве насчитывалось 250 человек. Распространялось и учение свидетелей Иеговы: к 1935 году их насчитывалось 147 человек только в Полесском воеводстве. Всего в 1935 году в Полесском воеводстве проживало более 10 тысяч протестантов различных направлений. К 1938 году численность баптистов и христиан веры евангельской в воеводстве достигла 0,97 % (в 1926 году — 0,38 %). До 1925 года их деятельность координировал Союз евангельских христиан и баптистов Польши, после чего были созданы Союз баптистов, Союз евангельских христиан и Союз церквей Христовых с центром в Кобрине.
В 1944 году был создан Всесоюзный совет евангельских христиан-баптистов. Подписанное вскоре «августовское соглашение» об организационном объединении евангельских христиан — баптистов и христиан веры евангельской позволило большинству пятидесятнических общин в БССР (83) легализоваться. Однако существовала и оппозиция этой инициативе: 28 общин отказались проходить регистрацию в Совете по делам религиозных культов при Совете Министров СССР по БССР и объединяться с баптистами. В конце 1949 года были арестованы лидеры пятидесятнического движения в БССР. Уполномоченный Совета по делам религиозных культов К. Уласевич открыто признавал, что предпринятые репрессии положительно повлияют на «подрыв сектантского движения в БССР». Некоторые баптистские общины поддерживали связи с Польшей и США, получали оттуда религиозную литературу. Многие общины действовали подпольно, причём некоторые из незарегистрированных общин насчитывали сотни человек. Большинство верующих протестантов были крестьянами — как колхозниками, так и единоличниками (в западных областях БССР коллективизация проводилась медленнее), а среди рабочих было много железнодорожников. Некоторые пресвитеры призывали не вступать в колхозы, что вызвало волну репрессий против них. Отличительной особенностью распространения баптизма в БССР стала активность в восточных областях, поскольку религиозная жизнь в них искусственно замораживалась путём закрытия всех римско-католических общин и постепенного снятия с регистрации православных общин, и верующие люди переходили в протестантские общины. По схожим причинам росла численность людей, принявших водное крещение в городах. К 1955 году в БССР действовало 155 общин ЕХБ, которые объединяли 55 308 человек. Деятельность адвентистов седьмого дня (сумели пройти регистрацию 6 общин) вызывала значительную обеспокоенность партийного руководства республики — прежде всего из-за их позиции по отношению к субботнему дню (на тот момент в СССР действовала шестидневная рабочая неделя).

## Современное состояние
Сегодня протестанты Беларуси представляют собой религиозное меньшинство. В 2000 году их численность составила 130 тыс. человек. В 2010 году Государственный департамент США оценил численность протестантов в 2 % населения (ок. 180 тыс.). В стране официально зарегистрированы более 1 тыс. протестантских общин разных деноминаций.
Крупнейшим протестантским союзом является Объединенная церковь христиан веры евангельской в Беларуси. Союз объединяет свыше 55 тыс. верующих и 512 официально зарегистрированных церквей. Ещё свыше 100 общин действуют без официальной регистрации, 454 общины имеют собственные молитвенные дома. Объединение входит во всемирное братство Ассамблей Бога. Пятидесятническое движение в стране также представлено т. н. «нерегистрированным братством», христианами веры апостольской (10 церквей), христианами Полного Евангелия (55 церквей).
Союз евангельских христиан баптистов в Республике Беларусь насчитывает 312 церквей и почти 14 тыс. крещенных членов.
Адвентистская церковь объединяет 5 тыс. человек в 76 церквах. Евангелическо-лютеранская церковь в Республике Беларусь состоит из 27 приходов. В Минске открыт кальвинистский Белорусский евангелический реформаторский собор. Помимо вышеуказанных, в стране также действуют Новоапостольская церковь, пресвитерианская церковь, Церковь Иисуса Христа святых последних дней, общины мессианских евреев и др.
Новейший Атлас «География Беларуси» для 10 класса (2009 г.) приводит на стр. 33 карту страны с указанием конфессиональной структуры религиозных сообществ в РБ по состоянию на 2007 год. Во всех областных центрах (кроме Витебска) по числу общин лидируют протестанты. В Могилеве — 55,9 % протестантских общин; 20,6 % православных; 5,9 % католических. В Минске — 51,6 % прот.; 25,4 % прав.; 9,1 % кат. В Бресте — 47,1 % прот.; 23,5 % прав.; 8,8 % кат. В Гродно — 44,7 % прот.; 18,4 % прав.; 21,1 % кат. В Гомеле — 43,6 % прот.; 33,3 % прав.; 2,6 % кат. В Витебске — 31,9 % прот.; 52,2 % прав.; 5,8 % кат.
Протестантские общины составляют примерно половину религиозных общин (и иногда до 80 %, как в Чечерске) в следующих райцентрах: Барановичи, Белыничи, Береза, Березино, Бобруйск, Брагин, Быхов, Ганцевичи, Горки, Дзержинск, Добруш, Ельск, Жабинка, Житковичи, Иваново, Ивацевичи, Калинковичи, Кировск, Клецк, Кличев, Кобрин, Корма, Костюковичи, Краснополье, Кричев, Круглое, Лепель, Лунинец, Любань, Ляховичи, Марьина Горка, Мозырь, Мядель, Несвиж, Новогрудок, Новополоцк, Орша, Петриков, Пинск, Рогачев, Россоны, Светлогорск Свирь, Славгород, Слуцк, Смолевичи,Солигорск, Старые Дороги, Столин, Толочин, Хойники, Хотимск, Чашники, Червень, Чериков, Чечерск, Узда.
За 15 лет (1992—2007 гг.) число протестантских сообществ в процентном отношении к сообществам иных конфессий возросло почти вдвое. В 2007 году общая картина по всей Беларуси выглядела так: 47,4 % православных общин; 33,4 % протестантских; 14,9 % католических; 4,4 % прочих.